# Château de Fushimi
Le château de Fushimi (伏見城, Fushimi-jō), également connu sous le nom de château de Momoyama (桃山城, Momoyama-jō) ou château de Fushimi-Momoyama, est un château situé dans le quartier de Fushimi-ku à Kyoto. La structure actuelle est une réplique de 1964 de l'original construit par Hideyoshi Toyotomi.

## Historique

### Construction
La construction du château original a commencé en 1592, l'année suivant la retraite de Hideyoshi de la régence, et s'est achevée en 1594. Vingt provinces ont fourni entre 20 000 et 30 000 ouvriers pour la construction.
Bien que d'aspect sobre à l'extérieur, le bâtiment a été prévu comme palais de retraite pour Hideyoshi, et a été meublé et décoré à cette fin. Il est particulièrement célèbre pour sa pièce de cérémonie de thé dans laquelle les murs et les instruments ont été recouverts de feuilles d'or. Le château était destiné à être le site des pourparlers de paix de Hideyoshi avec les diplomates chinois cherchant à mettre fin à la guerre Imjin en Corée mais un tremblement de terre a entièrement détruit le château, deux ans seulement après sa construction.
En 2021, des fouilles archéologiques préventives ont permis de mettre au jour une partie des fondations du château détruit en 1596.

### AuXVIIesiècle
Il a été reconstruit tout de suite après, en utilisant des pierres blanches et noires et vint à être contrôlé par Mototada Torii, un vassal de Ieyasu Tokugawa. En 1600, le château est tombé après un célèbre siège de Mitsunari Ishida. Mototada Torii, dans un acte d'honneur et de courage, a défendu le château pendant douze jours, retardant les forces d'Ishida et accordant du temps au seigneur Tokugawa pour construire sa propre armée. Celui-ci a joué un rôle important à la bataille de Sekigahara qui a suivi après et qui a marqué la victoire finale de Ieyasu Tokugawa sur tous ses rivaux.
En 1623, le château a été démantelé et plusieurs de ses salles et de ses bâtiments ont été incorporés dans les châteaux et les temples à travers le Japon (comme le château de Fukuyama). Un temple à Kyoto, le Yōgen-in (養源院), a un plafond taché de sang. Il s'agit en effet du plancher d'un couloir du château de Fushimi où Mototada Torii et son entourage s'étaient suicidés.

### AuXXesiècle
En 1912, le tombeau de l'empereur Meiji a été construit sur l'emplacement original du château. Le château n'a pas été reconstruit avant 1964 quand une réplique a été bâtie tout près, en béton pour l'essentiel. La nouvelle structure a servi de musée de la vie et des campagnes de Hideyoshi Toyotomi mais a été fermée au public en 2003.

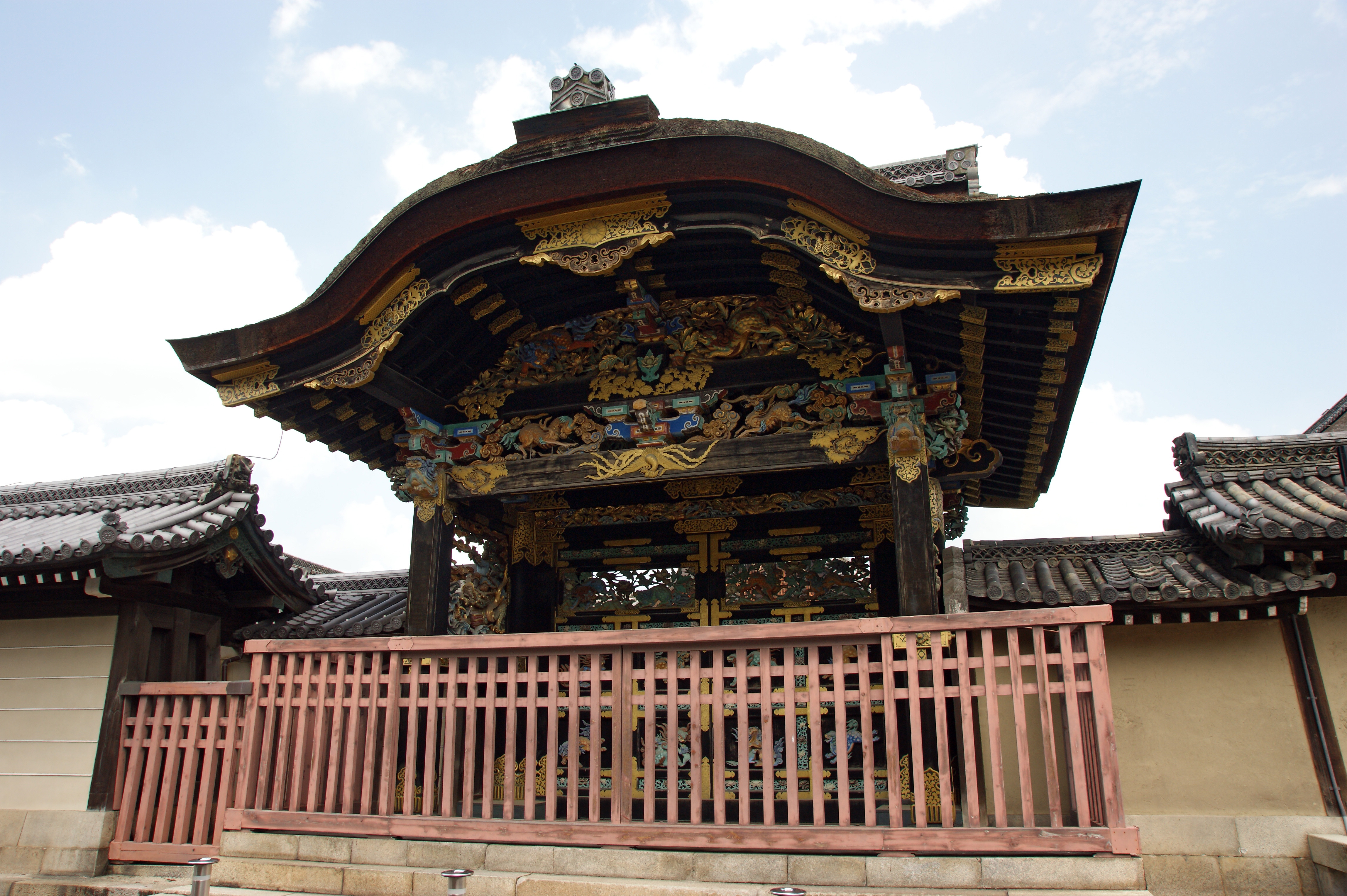
La porte Karamon a été déplacée au Nishi Hongan-ji.
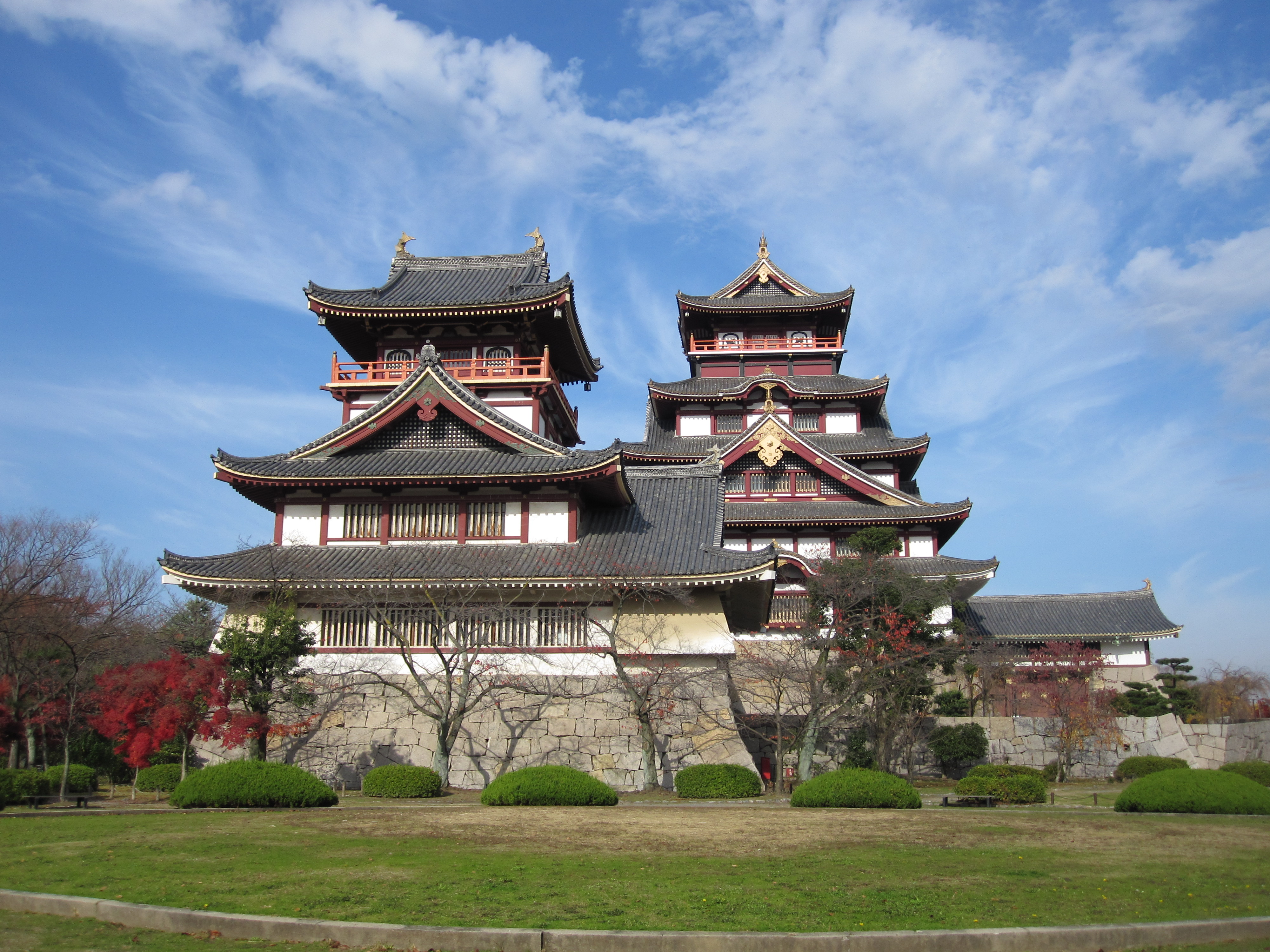
Château de Fushimi.
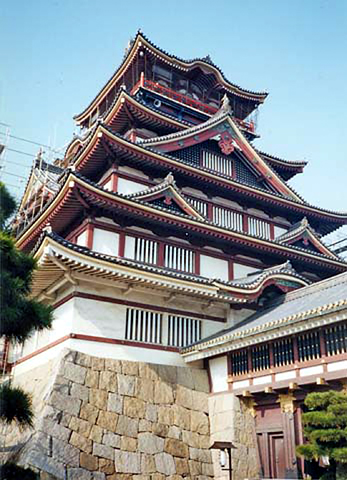
Château de Fushimi.